# Rzeczywista stopa dyskontowa
Rzeczywista (realna) stopa dyskontowa jest odzwierciedleniem rzeczywistego, skumulowanego zysku jaki można osiągnąć po umieszczeniu pieniędzy w banku. Pojęcie rzeczywistej stopy procentowej zostało wprowadzone po to, aby uniezależnić obliczenia od wpływu inflacji.
Rzeczywista stopa dyskontowa jest określona wzorem:
{\displaystyle r_{r}={\frac {r-i}{1+i}},}
gdzie:
- {\displaystyle r_{r}} – rzeczywista stopa dyskontowa,
- {\displaystyle r} – stopa oprocentowania kredytów,
- {\displaystyle i} – stopa inflacji.